# Čínská vojenská cvičení kolem Tchaj-wanu v roce 2022
V roce 2022 proběhla série vojenských cvičení Čínské lidové republiky (ČLR) kolem Tchaj-wanu, oficiálně Čínské republiky (TWN), která zahrnovala ostrou palbu, letecké operace, námořní manévry a odpalování balistických raket Lidovou osvobozeneckou armádou (PLA). Tato cvičení trvala od 4. do 7. srpna 2022 a byla zahájena jako odpověď na návštěvu americké předsedkyně Sněmovny Nancy Pelosiové na Tchaj-wanu.   
Cvičení, jež vyvolala kritiku ze strany zemí G7, byla prezentací síly, s cílem odradit od toho, co Čínská lidová republika (ČLR) vnímá jako vměšování Spojených států do "vnitřních čínských záležitostí", a zároveň demonstrovat čínskou vojenskou sílu v regionu jak pro mezinárodní, tak pro domácí publikum.    V nedávné historii proběhla bezprecedentní série požárních cvičení, která se konala v šesti zónách obklopujících nejvytíženější mezinárodní vodní cesty a letecké trasy ostrova.  Dne 8. srpna ohlásila čínská armáda novou sérii vojenských cvičení kolem Tchaj-wanu.  Čína oznámila konec vojenského cvičení 10. srpna, přičemž uvedla, že v Tchajwanském průlivu budou zahájeny pravidelné „hlídky“.  

## Pozadí

### Čínské nájezdy do identifikační zóny protivzdušné obrany Tchaj-wanu ADIZ
Od roku 2020 tchajwanské ministerstvo národní obrany pravidelně zveřejňuje zprávy o čínských vojenských letadlech, které vstupují do identifikační zóny protivzdušné obrany. Tyto akce jsou analytiky vnímány jako součást čínské strategie "krájení salámu" nebo "rojení" a demonstrace vojenské síly v regionu.   Letadla Čínské lidové republiky vstoupila do tchajwanské identifikační zóny protivzdušné obrany (ADIZ) téměř 250x během jednoho roku, mezi zářím 2020 a 2021. Během oslav národního dne ČLR v roce 2021 byl zaznamenán rekordní počet 148 letadel v tchajwanské ADIZ během čtyř dnů.   Většina těchto náletů, včetně těch, které zahrnovaly jaderné bombardéry, se odehrála v jihozápadní části identifikační zóny protivzdušné obrany (ADIZ) po významných událostech souvisejících s tchajwanským mezinárodním prostorem.   Ve dvouleté zprávě, vydané v listopadu 2021, varovalo tchajwanské ministerstvo obrany, že Čínská lidová republika (ČLR) získala schopnost obklíčit a blokovat ostrovní přístavy, letiště a odletové letové trasy. 

### Eskalace napětí
Dne 9. ledna 2021 oznámilo americké ministerstvo zahraničí pod vedením Mika Pompea zrušení vlastních omezení vztahů mezi USA a Tchaj-wanem, což vyvolalo protesty ze strany Čínské lidové republiky (ČLR).
Dne 10. června 2022 varoval čínský ministr obrany Wei Fenghe, že "pokud by se někdo pokusil o oddělení Tchaj-wanu od Číny, čínská armáda určitě neváhá zahájit válku". Dodal, že "není jiná možnost než bojovat... a potlačit jakoukoliv snahu o tchajwanskou nezávislost, aby byla zachována národní suverenita a územní celistvost". Americký ministr obrany Lloyd Austin reagoval odsouzením "provokativních, destabilizujících" vojenských aktivit Číny v blízkosti Tchaj-wanu.  
Týden před návštěvou Nancy Pelosiové Si Ťin-pching telefonicky varoval Joea Bidena, že Washington by měl dodržovat politiku jedné Číny a že "ti, kdo si hrají s ohněm, podle ní zahynou". Biden novinářům následně sdělil, že američtí vojenští představitelé se domnívají, že návštěva Pelosiové "teď není dobrý nápad". 

## Vojenská cvičení

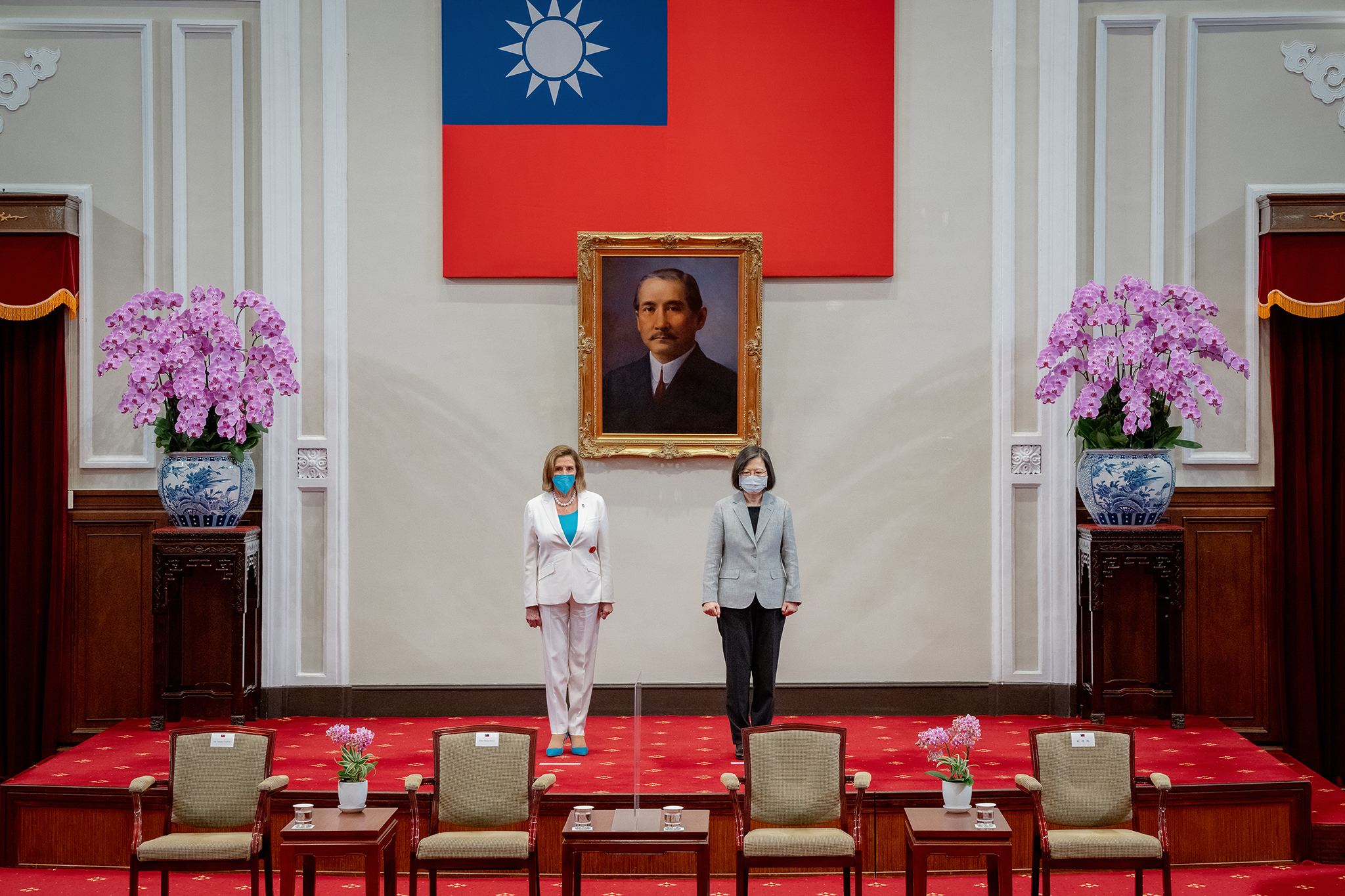
Prezidentka TWN Tsai Ing-wen hostí americkou předsedkyni sněmovny Nancy Peloisovou a její doprovod.

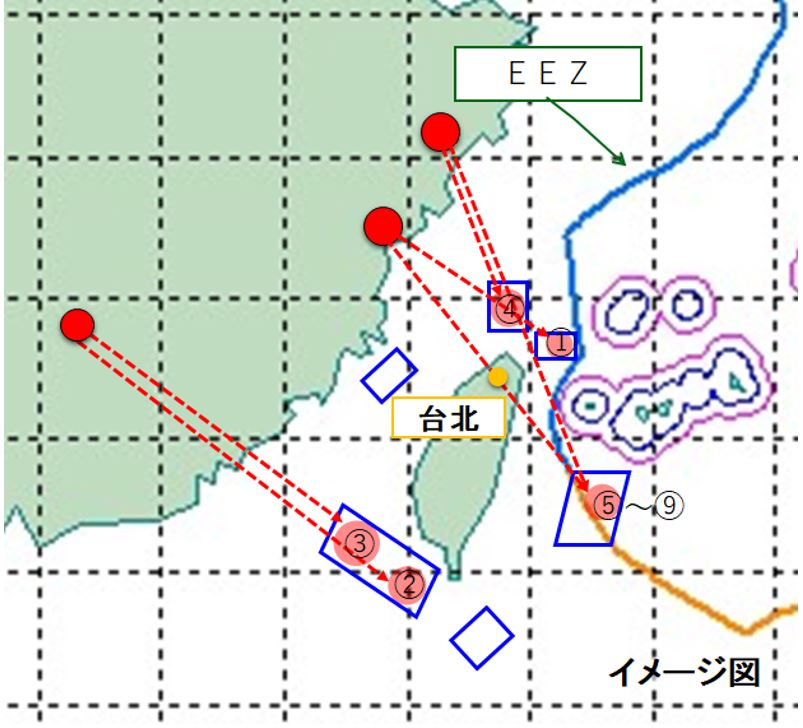
Odhadovaná dráha čínských balistických raket (zdroj: japonské ministerstvo obrany, zveřejněno 4. srpna 2022).

Dne 2. srpna Čínská lidová republika oznámila čtyřdenní vojenská cvičení ostré palby v šesti zónách, které obklopují ostrov, jako reakci na návštěvu Peloisové. Tyto zóny se nacházejí na nejrušnějších mezinárodních vodních a leteckých trasách. V reakci na oznámení si úředníci Čínské republiky (Tchaj-wanu) stěžovali, že ostré palby prováděné CHKO představují invazi do tchajwanského teritoriálního prostoru a přímou výzvu volnému leteckému a námořnímu pohybu.  Dne 4. srpna tchajwanské jednotky vypálily světlice, aby odehnaly drony, které létaly nad Kinmenskými ostrovy. Čínská lidová republika demonstrovala svou vojenskou sílu nasazením skupiny letadlových lodí a minimálně jedné jaderné ponorky do Tchajwanského průlivu. Tyto skupiny se účastnily cvičení ostré palby.  Čínská lidová republika oznámila další cvičení ostré střelby ve Žlutém i Pochajském moři. Čínská námořní bezpečnostní správa také ohlásila existenci pěti zakázaných oblastí ve Žlutém moři, kde se mělo v období od 5. srpna do 15. srpna konat cvičení, a čtyř dalších zón v Pochajském moři, kde se měsíc vojenských operací ČLR měl odehrát od 8. srpna. 
Během cvičení ostré střelby Čína vypálila do vod okolo Tchaj-wanu celkem 11 střel, z nichž několik byly balistické rakety typu Tung-feng. Tento počet odpalů představuje dvojnásobek střel odpálených v červenci 1995 během třetí krize v Tchajwanském průlivu.  Několik raket údajně přeletělo přes Tchaj-wan.   Japonsko oznámilo, že pět raket dopadlo v jeho výlučné ekonomické zóně, jihozápadně od ostrovů Yaeyama. Japonské ministerstvo obrany uvedlo, že je to poprvé, kdy balistické střely vypálené Čínou dopadly do japonské výlučné ekonomické zóny. 
Během nácviku ostré palby Čínské lidové republiky dne 4. srpna se úderná skupina letadlových lodí USS Ronald Reagan zapojila do vojenských operací ve Filipínském moři, včetně oblastí vod jihovýchodně od Tchaj-wanu.  Nicméně, Spojené státy také zrušily plánovaný zkušební start rakety Minuteman III, který se měl konat ve stejném týdnu, kdy krize začala, aby se vyhnuly další eskalaci napětí s Čínou. 
V reakci na cvičení Čínské lidové republiky dne 7. srpna oznámila tchajwanská vláda, že v okrese Pching-tung provede dělostřelecká cvičení s ostrou palbou. Tato akce sloužila jako odveta za nedávná cvičení ČLR kolem Tchaj-wanu a zároveň měla otestovat bojovou připravenost.  Zpočátku se zdálo, že Čínská lidová republika ukončí svá vojenská cvičení podle plánu zveřejněného 4. srpna.  Během vojenského cvičení v okrese Lien-ťiang způsobila požár světlice vypálená tchajwanskou armádou.  V pondělí Východní válčiště Čínské lidové osvobozenecké armády oznámilo plány na pokračování ve cvičeních zahrnujících protiponorkové útoky a námořní nálety, aniž by byl zmíněn termín jejich ukončení.  Dne 10. srpna oznámilo Východní válčiště Čínské lidové osvobozenecké armády ukončení vojenských cvičení, poté, co „úspěšně splnilo různé úkoly a účinně otestovalo integrované bojové schopnosti jednotek“. Velení této jednotky rovněž informovalo, že bude provádět pravidelné „hlídky ve směru k Tchajwanskému průlivu“.  

## Reakce

### Japonsko
Japonský ministr obrany Nobuo Kishi odsoudil akci čínské armády s tím, že některé rakety vypálené Čínou dopadly do japonské výlučné ekonomické zóny, a incident označil jako "závažný problém, který má vliv na národní bezpečnost naší země a bezpečnost občanů".   Japonský ministr zahraničí Yoshimasa Hayashi vyzval k ukončení vojenských cvičení a prohlásil že mají, "vážný dopad na mír a stabilitu regionu a mezinárodního společenství".  Během tiskové konference mluvčí čínského ministerstva zahraničí Hua Chunying uvedla, že relevantní mořské oblasti mezi Čínou (včetně Tchaj-wanu) a Japonskem dosud nebyly přesně vymezeny. 

### Severní Korea
Korejská centrální zpravodajská agentura uvedla, že mluvčí ministerstva zahraničí Korejské centrální zpravodajské agentury podpořil „spravedlivý postoj“ ČLR. Uvedl také že, Severokorejci „odsoudili jakoukoli intervenci vnějších sil na Tchaj-wanu“. 

### Rusko
Dmitrij Peskov, mluvčí Kremlu, uvedl, že Čína má suverénní právo provádět vojenská cvičení kolem Tchaj-wanu a že návštěva Nancy Pelosiové vyvolala napětí.

### Spojené státy
Dne 5. srpna 2022 navštívil Filipíny americký ministr zahraničí Antony Blinken a prohlásil, že Spojené státy budou usilovat o snížení napětí v Tchajwanském průlivu s cílem zajistit bezpečnost regionu a zachovat otevřenost mezinárodní vodní cesty.  Řekl:
Tyto provokativní akce představují významnou eskalaci. Viděli jsme, že Peking se dlouhodobě snažil změnit status quo na Tchaj-wanu, například zdvojnásobení počtu letadel létajících nad středovou linií oddělující Čínu a Tchaj-wan jen za poslední dva roky. Kromě toho se angažuje v ekonomickém tlaku, politickém vměšování a kybernetických útocích proti Tchaj-wanu. Nyní však tyto akce přesahují dosavadní úroveň a přinášejí novou hrozbu.
...

Faktem je, že návštěva předsedkyně byla mírová. Neexistuje žádné ospravedlnění pro tuto extrémní, nepřiměřenou a eskalační vojenskou reakci. Rád bych znovu zdůraznil, že naše politika "jedna Čína" zůstává nezměněna a je řízena Zákonem o vztazích s Tchaj-wanem, třemi komuniké a Šesti ujištěními. Nechceme jednostranné změny statusu quo ani z jedné strany. Nepodporujeme nezávislost Tchaj-wanu. Očekáváme, že rozdíly mezi oběma stranami přes Tchajwanský průliv budou řešeny mírově, nikoli násilím nebo nuceně.  
Spojené státy společně s Japonskem a Austrálií dne 6. srpna podepsaly společné prohlášení odsuzující odpalování raket do japonských výlučných ekonomických zón a obvinilo Čínu ze "zvyšování napětí a destabilizace regionu". 
Po návštěvě Nancy Pelosiové provedl projekt ChinaPower na Centrum strategických a mezinárodních studií průzkum mezi 64 předními americkými odborníky na Čínskou lidovou republiku (ČLR), Tchaj-wan a vztahy mezi oběma stranami. Anketa zahrnovala 28 bývalých vysokých úředníků vlády Spojených států z obou administrativ, demokratické i republikánské, stejně jako 23 bývalých analytiků politiky a zpravodajských služeb vlády Spojených států a 13 špičkových odborníků z akademie a think tanků.  Odpovědi byly shromažďovány od 10. srpna do 8. září 2022. CSIS shrnul odpovědi odborníků takto:
1. Čína je odhodlána sjednotit se s Tchaj-wanem, ale Peking nemá koherentní strategii.
2. Čína je ochotna počkat na sjednocení s Tchaj-wanem a cvičení v srpnu 2022 nejsou ukazatelem urychlených časových plánů ČLR.
3. Si Ťin-pching má pocit, že stále existují cesty k mírovému sjednocení.
4. Potenciál vojenské krize nebo konfliktu v Tchajwanském průlivu je velmi reálný.
5. Čína by okamžitě zaútočila, kdyby Tchaj-wan vyhlásil nezávislost.
6. Čína předpokládá, že by Spojené státy zasáhly do tchajwanského konfliktu.

## Následky
Analytička Rebecca Wilkinsová tvrdila, že Čína zintenzivnila svůj postoj po návštěvě Nancy Pelosiové, rozšířila svou vojenskou přítomnost v oblasti a použila tuto návštěvu jako ospravedlnění pro vytvoření nového statusu quo v Tchajwanském průlivu.  K druhému vojenskému cvičení došlo v roce 2023, jako reakce na setkání s americkým předsedou Sněmovny, Kevinem McCarthym. 